# Hrvatski etnički institut u Chicagu
Hrvatski etnički institut (kratica: HEI, eng. Croatian Ethnic Institute) u Chicagu je hrvatska iseljenička odgojna i znanstvena ustanova i banka podataka. 
Osnovali su ju hrvatski franjevci 1975. godine. Inkorporiran je 1977. kao odgojna i znanstvena ustanova radi organiziranja središnje zbirke ili banke podataka o Hrvatima i njihovim potomcima u Americi i Kanadi.

## Zadaća
HEI ima skupljačku, promicateljsku i istražiteljsku funkciju.
Prikuplja tiskovine, medije, izvorne dokumente, umjetnine i sve ostalo koje se odnosi na baštinu Hrvata i njihovih potomaka u Americi i Kanadi. Drugo čime se bavi jest promicanje i distribuiranje knjiga i inih nastavnih pomagala radi učenja hrvatskoga jezika i kulture. Treća zadaća jesu razna istraživanja o hrvatskim imigracijama i njihovu doprinosu zemljama useljenja.
Bitna uloga HEI-ja jest u otkrivanju i što čini dostupnim ono što je vrijedno i znamenito za hrvatsku zajednicu. To može biti u svezi s Hrvatima i Hrvatskom, nešto što se nije znalo o životu, radu i uspjesima osoba hrvatskoga podrijetla u Americi i Kanadi, odnosno o ljepotama, kulturi i povijesti Hrvatske.

## Ustroj
Hrvatski etnički institut je ustrojen u sedam odjela. Čine ga: 
- arhiv: zbirka izvornih isprava, izvješća, zapisnika, imenika, spomen-knjiga hrvatskih župa, športskih društava, bratskih i dobrotvornih udruga, zborova i glazbenih sastava, političkih organizacija, ali i poslovnih tvrdaka
- knjižnica: sadrži knjige o hrvatskoj književnosti, povijesti, kulturi, jeziku, politici, umjetnosti, posebno je bitna zbirka periodike - novina, časopisa, revija, kalendara.
- muzej
- kolekcija o Međugorju
- istraživački ured
- izložbeni odjel
- knjižara

## Direktori instituta
- fra Hrvoslav Ban 1975. – 1976.
- fra Ljubo Krasić 1976. – 1980.
- fra Dionizije Lasić 1985. – 1995.
- fra Ljubo Krasić 1995. – 2016.
- fra Stipe Renić 2016. – 2018.
- fra Dražan Boras 2018. -